# Beherrschungsvertrag
Der Beherrschungsvertrag ist ein zwischen einer inländischen Aktiengesellschaft oder Kommanditgesellschaft auf Aktien mit einer in- oder ausländischen Gesellschaft mit beliebiger Rechtsform geschlossener Unternehmensvertrag, der die Leitung der inländischen Gesellschaft dem anderen Unternehmen unterstellt.

## Rechtsgrundlagen
Der Beherrschungsvertrag ist in § 291 Abs. 1 Satz 1 Alternative 1 AktG geregelt. Er führt unwiderlegbar zu einem (Vertrags-)Konzern zwischen den vertragschließenden Parteien (§ 18 Abs. 1 Satz 2 AktG) in Form eines Unterordnungskonzerns. Dieser konzernrechtliche Begriff macht deutlich, worum es beim Beherrschungsvertrag geht: das beherrschte Unternehmen unterwirft sich dem herrschenden Unternehmen und verliert jegliche gesellschaftsrechtliche Autonomie. Stellen sich jedoch mehrere Unternehmen unter einheitliche Leitung eines anderen Unternehmens, ohne voneinander abhängig zu sein, liegt kein Beherrschungsvertrag vor (§ 291 Abs. 2 AktG); der Beherrschungsvertrag setzt also regelmäßig auch die Abhängigkeit voraus. Abhängige Unternehmen sind rechtlich selbständige Unternehmen, auf die ein anderes Unternehmen (herrschendes Unternehmen) unmittelbar oder mittelbar einen beherrschenden Einfluss ausüben kann (§ 17 Abs. 1 AktG).
Durch die Regelung im Aktiengesetz findet der Beherrschungsvertrag zunächst keine Anwendung für andere Rechtsformen als AG und KGaA beim beherrschten Unternehmen. Inzwischen ist jedoch die GmbH durch die Rechtsprechung als beherrschtes Unternehmen anerkannt, was sich auch aus dem Verweis in § 30 Abs. 1 S. 2 GmbHG ergibt. Personengesellschaften können lediglich unter bestimmten Voraussetzungen als beherrschtes Unternehmen fungieren. Hierzu gehört insbesondere, dass keine natürliche Person von einer persönlichen Haftung für Gesellschaftsverbindlichkeiten getroffen wird. Das herrschende Unternehmen darf dagegen jede Rechtsform haben.

## Folgen
Kern des Beherrschungsvertrags ist die Unterstellung des beherrschten Unternehmens unter das Weisungsrecht des herrschenden Unternehmens (§ 308 Abs. 1 AktG). Dieses Weisungsrecht wird durch die Leitungsmacht ausgeübt und wirkt sich auf die Geschäftsführung des beherrschten Unternehmens aus. Das herrschende Unternehmen trifft Entscheidungen in mindestens einem der unternehmerischen Funktionsbereiche (Beschaffung, Finanzierung, Organisation, Absatz) und setzt diese – notfalls gegen den Willen des beherrschten Unternehmens – auch durch. Die eigenverantwortliche Leitung des Vorstands der beherrschten Gesellschaft (§ 76 Abs. 1 AktG) wird durch eine fremdbestimmte Leitung des herrschenden Unternehmens ersetzt (§ 308 Abs. 1 AktG). Die Auswirkungen eines Beherrschungsvertrags insbesondere auf das beherrschte Unternehmen sind derart gravierend, dass der Gesetzgeber zwei Folgen eingebaut hat.
- Formelle Folgen:

Der Beherrschungsvertrag ist in Schriftform abzufassen, mit 75 % Stimmenmehrheit in der Hauptversammlung des beherrschten Unternehmens zu beschließen (§ 293 Abs. 1 AktG) und im Handelsregister eintragungspflichtig.
- Materielle Folgen:

Gegenüber außenstehenden (Minderheits-)Aktionären hat das beherrschende Unternehmen eine Ausgleichspflicht (§ 304 Abs. 3 Satz 1 AktG) für alle Nachteile, die sich aus der Ausübung der Leitungsmacht ergeben.
Mit einem Beherrschungsvertrag untrennbar verbunden ist einerseits die Pflicht des herrschenden Unternehmens, Bilanzverluste des beherrschten Unternehmens auszugleichen (§ 302 Abs. 1 AktG; siehe Gewinnabführungsvertrag); andererseits ist Minderheitsaktionären ein bestimmter jährlicher Gewinn nach § 304 Abs. 1 AktG zu garantieren. Ohne diese Ausgleichspflichten ist ein Beherrschungsvertrag nichtig (§ 304 Abs. 3 Satz 1 AktG).

## Beendigung
Anders als die übrigen Unternehmensverträge kann ein Beherrschungsvertrag nicht rückwirkend geschlossen werden. Er kann nur zum Ende des Geschäftsjahrs oder des vertraglich bestimmten Abrechnungszeitraums aufgehoben werden oder aus wichtigem Grund ohne Einhaltung einer Kündigungsfrist gekündigt werden. Ein wichtiger Grund liegt insbesondere vor, wenn der andere Vertragsteil voraussichtlich nicht in der Lage sein wird, seine auf Grund des Vertrags bestehenden Verpflichtungen zu erfüllen (§ 297 AktG) oder wenn das herrschende Unternehmen nicht mehr über die Mehrheit der Geschäftsanteile am beherrschten Unternehmen verfügt. Aus der (übrigens nicht konstitutiv wirkenden) Eintragung der Beendigung eines Vertrages ins Handelsregister muss sich u. a. auch der Zeitpunkt der Beendigung eindeutig ergeben (§ 298 AktG). Aus Gründen des Gläubigerschutzes besteht eine Einstandspflicht für die Schulden des beherrschten Unternehmens auch noch nach Beendigung des Beherrschungsvertrags (§ 303 Abs. 1 AktG). So hat das herrschende Unternehmen den Gläubigern der abhängigen Gesellschaft, deren Forderungen begründet worden sind, bevor die Eintragung der Beendigung des Vertrags in das Handelsregister als bekannt gemacht gilt, Sicherheit zu leisten, wenn sie sich binnen sechs Monaten nach der Bekanntmachung der Eintragung zu diesem Zweck bei ihm melden.